# Carl Svenstrup
Carl Svenstrup (født januar 1881 i Grenaa, død 17. februar 1964 Grenaa) var en dansk bibliotekar, som blev modtager af Dannebrogordenen i 1947. Han er bedst kendt for sit mangeårige arbejde med Grenaa byhistorie.
Han er primært kendt for at have skrevet det lokalhistoriske værk, Grenaa Bys Historie.

## Uddannelse og historiske arbejder
Svenstrup blev født ind i en skomager familie i Østergade i Grenaa. Han gik ud af Grenaa private Realskole som 14-årig for at komme i lære som skomager. Efter læreårene drog han på valsen bl.a. i Tyskland, men vendte hjem for at læse til lærer. I 1906 blev han færdig som lærer fra Blaagaards Seminarium og vendte tilbage til Grenaa som lærer ved sin gamle realskole.
I forbindelse med 1. verdenskrig blev den daværende bibliotekar ved Grenaa Bibliotek indkaldt og Carl Svenstrup overtog arbejdet som bibliotekar. I 1947 blev han Ridder af Dannebrog og stoppede som lærer for udelukkende at hellige sig biblioteket og "Grenaa Bys Historie",som han var påbegyndt udgivelsen af i 1933. Byhistorien har fyldt meget i Svenstrups liv, den udkom i perioden 1933-1957 og et komplet sæt indeholder 2.793 sider. Grenaa Købstad bekostede i 1951 et maleri af Svenstrup, der er påhængt på rådhuset i Grenaa. I november 1954 fratrådte han som bibliotekar og i 1958 blev han æresborger i Grenaa. Svenstrup var gift to gange og overlevede begge hustruer, fik to drenge, var aktiv vinterbader og ivrig amatørfotograf. Han døde den 17. februar 1964 på De gamles Hjem Lillegade 48 i Grenaa.
Først udkom bind B i hæfter fra 1933-1938 som 1.-6. hæfte. Så var der 500 års købstadsjubilæum i Grenaa i 1945, der udkom bind A2 og samtidig, i perioden 1939-1948, skrev og udgav Svenstrup 7.-15./16. hæfte, der udgør bind A1 "Grenaa i Fortid og Nutid". Året efter påbegyndte han udgivelsen af bind C 17.-26. hæfte. Udgivelsen af hæfterne til det bind strakte sig helt frem til 1957, men det blev også på 823 sider kun overgået af bind A1 der er på 941 sider. Efter næsten 25 års arbejde var "Grenaa Bys Historie" færdig. 